# Cychropsis
Cychropsis es un género de coleópteros adéfagos de la familia Carabidae.

## Especies
Contiene las siguientes especies:
- Cychropsis beatepuchnerae Kleinfeld & Puchner, 2007
- Cychropsis bousqueti Deuve, 1991
- Cychropsis brezinai (Deuve, 1993)
- Cychropsis businskyi Deuve, 1992
- Cychropsis casalei (Cavazzuti, 1996)
- Cychropsis coronatus (Cavazzuti, 1996)
- Cychropsis cyanicollis Imura & Haeckel, 2003
- Cychropsis dembickyi Imura, 2005
- Cychropsis deuvei Korell & Kleinfeld, 1987
- Cychropsis draconis Deuve, 1990
- Cychropsis fuscotarsalis Deuve, 2003
- Cychropsis gigantea Deuve, 1992
- Cychropsis gongga Deuve & Vigna Taglianti, 1992
- Cychropsis hartmanni Deuve & J. Schmidt, 2005
- Cychropsis hungi Kleinfeld, 2000
- Cychropsis infernalis Cavazzuti, 1996
- Cychropsis janetscheki Mandl, 1970
- Cychropsis kabaki Imura & Haeckel, 2003
- Cychropsis korelli Kleinfeld, 1999
- Cychropsis lucifer Cavazzuti, 1996
- Cychropsis mandli Paulus, 1971
- Cychropsis martensi Heinz, 1994
- Cychropsis meihuanae (Imura, 1998)
- Cychropsis namchabarwana Imura, 1999
- Cychropsis nepalensis Mandl, 1965
- Cychropsis paramontana Sehnal & Hackel, 2006
- Cychropsis schmidti Heinz, 1994
- Cychropsis sikkimensis Fairmaire, 1901
- Cychropsis tryznai Haeckel & Sehnal, 2007
- Cychropsis tuberculipennis Mandl, 1987
- Cychropsis weigeli Deuve & Schmidt, 2007
- Cychropsis wittmeri Mandl, 1975
- Cychropsis wittmeriana Deuve, 1983